# Aegonethes cervinus
Aegonethes cervinus är en kräftdjursart som först beskrevs av Karl Wilhelm Verhoeff 1931.  Aegonethes cervinus ingår i släktet Aegonethes och familjen Trichoniscidae. Inga underarter finns listade i Catalogue of Life.